# Список главных тренеров ФК «Эвертон»
Ниже представлен список главных тренеров футбольного клуба «Эвертон» и их главных достижений с 1878 года по настоящее время.
Уильям Барклай стал первым главным тренером команды в футбольной лиге Англии, но уже в следующем сезоне он был сменён Диком Молинью. Вместе с Молинью «Эвертон» завоевал свой первый титул, победив в Футбольной лиге Англии в сезоне 1890/1891. Молинью управлял клубом в течение одиннадцати сезонов, прежде чем в 1901 году его не сменил Уилл Кафф, который развил успех своего предшественника, завоевав вместе с «Эвертоном» ещё один титул лиги в сезоне 1914/1915 года, а также первый для команды Кубок Англии. В финале кубка «Эвертон» обыграл «Ньюкасл Юнайтед» на стадионе «Кристал Пэлас» со счётом 1:0. Период между Первой и Второй мировыми войнами стал для «Эвертона», возглавляемого Томасом Макинтошем, одним из самых успешных в истории клуба. Несмотря на вылет во Второй дивизион в сезоне 1929/1930, Макинтош привёл команду к победе во Втором дивизионе, двум победам в Первом дивизионе в 1928 и 1932 годах, победе в Кубке Англии 1933 года и двум победам в Суперкубке Англии. Пятый чемпионский титул «Эвертона» был получен в сезоне 1938/1939, в то время клуб управлялся комитетом директоров. В 1939 году на пост главного тренера «Эвертона» был назначен Тео Келли.
После распада довоенной команды «Эвертон» пытался восстановить своё былое господство в конце 1940-х годов, но в конце-концов команда, возглавляемая Клиффом Бриттоном, выбыла во Второй дивизион в сезоне 1950/1951 года. «Эвертону» потребовалось три сезона, чтобы вернуться в высший дивизион, в котором клуб выступает до сих пор. В 1961 году команду возглавил Гарри Каттерик, который привёл «Эвертон» к двум чемпионским титулам в сезонах 1962/1963 и 1969/1970 годов. Помимо этого «Эвертон» стал обладателем Кубка Англии 1966 года, победив в финале, проходившем на стадионе «Уэмбли», «Шеффилд Уэнсдей» со счётом 3:2. Каттерик возглавлял «Эвертон» вплоть до 1973 года, когда его на этом посту сменил другой бывший игрок «Эвертона» Билли Бингем.
После этого команде больше не удавалось завоевать титулов, вплоть до назначения на пост главного тренера бывшего игрока «Эвертона» Говарда Кендалла в 1981 году. Начало тренерской деятельности Кендалла в «Эвертоне» не было удачным, однако затем команда провела самый успешный сезон в своей истории, завоевав в 1985 году чемпионский титул в Англии и Кубок обладателей кубков в Европе. После двух побед в Суперкубке Англии и ещё одной победы в чемпионате Англии в сезоне 1986/1987, Кендалл ушёл из «Эвертона» в испанский «Атлетик Бильбао». Новым тренером команды стал Колин Харви, который тренировал «Эвертон» до 1990 года. В течение 1990-х годов Кендалл дважды возвращался в «Эвертон», но свои успехи он повторить не смог.
На протяжении большей части 1994 года главным тренером «Эвертона» был валлиец Майк Уокер, который в итоге стал наименее успешным тренером клуба за всю историю по проценту победных матчей. 21 ноября 1994 году команду возглавил бывший игрок «Эвертона» и бывший тренер «Олдем Атлетик» Джо Ройл. В том же сезоне он выиграл с «Эвертоном» Кубок Англии. Череда травм игроков и продажа лидеров команды, таких как Андрей Канчельскис, привела к кризису команды, за которым последовала отставка Ройла в марте 1997 года.
В августе 1998 года команду возглавил бывший тренер «Рейнджерс» Уолтер Смит, но он не сумел достичь с «Эвертоном» такого успеха, какого смог добиться в Шотландии. Под его руководством команда в течение трёх сезонов занимала места в нижней половине турнирной таблицы, после чего Смит был отправлен в отставку. Его сменил другой шотландец, Дэвид Мойес, который вновь вернул «Эвертон» в еврокубки, заняв шестое место в сезоне 2006/2007. За 11 лет клуб, под руководством Мойеса, добился весомых результатов, получив право участвовать в Лиге чемпионов в 2005 году и достигнув финала Кубка Англии в 2009 году. Тем не менее, выиграть какой-либо трофей «Эвертону» за эти годы не удалось. В конце концов в мае 2013 года Мойес, у которого заканчивался контракт с «Эвертоном», сменил на посту главного тренера «Манчестер Юнайтед» Алекса Фергюсона, завершившего тренерскую карьеру.
5 июня 2013 года главным тренером «Эвертона» был назначен испанец Роберто Мартинес — первый тренер в истории «Эвертона», не представляющий Британские острова, однако сам Мартинес, будучи футболистом, выступал в чемпионатах Англии и Шотландии на протяжении 12 лет. Первый сезон под руководством нового тренера «Эвертон» закончил на пятом месте в Премьер-лиге, однако следующий розыгрыш чемпионата клуб завершил на одиннадцатой позиции. Третий сезон в команде стал для Мартинеса последним: он был уволен 12 мая 2016 года, на момент отставки тренера «Эвертон» занимал 12-е место в чемпионате после 37 туров. Кроме того, имело место недовольство работой тренера со стороны болельщиков, а также конфликты Мартинеса с лидерами команды.
14 июня 2016 года новым главным тренером клуба стал Рональд Куман, возглавлявший до этого другую команду английской Премьер-лиги — «Саутгемптон». В дебютном для голландца сезоне «Эвертон» занял 7-е место в чемпионате и вернулся в Лигу Европы. 23 ноября 2017 года Куман покинул клуб после неудачного старта нового сезона. На смену ему был приглашён Сэм Эллардайс, тренировавший команду до конца сезона 2017/18.
31 мая 2018 года было объявлено, что новым главным тренером команды стал португальский специалист Марку Силва. В сезоне 2018/19 он привёл к команду к восьмому месту в чемпионате. Начало сезона 2019/20 оказалось для «Эвертона» крайне неудачным, и 5 декабря 2019 года Силва покинул команду. 21 декабря 2019 года его сменщиком на этом посту официально стал Карло Анчелотти. 1 июня 2021 года итальянский специалист покинул команду после полутора сезонов и вернулся в «Реал Мадрид».
Спустя месяц после ухода итальянца пост главного тренера «Эвертона» занял бывший наставник «Ливерпуля» Рафаэль Бенитес, который продержался в должности половину сезона и был уволен 16 января 2022 года после череды неудачных результатов и активного недовольства болельщиков «Эвертона» назначением в клуб тренера, который ранее работал в стане самого принципиального соперника «ирисок».
31 января 2022 года «Эвертон» объявил о назначении новым главным тренером команды Фрэнка Лэмпарда. Лэмпард пробыл главным тренером «Эвертона» неменогим менее года и был уволен 23 января 2023 года после неудачных результатов в первой половине сезона 2022/23.
30 января 2023 года «Эвертон» официально подтвердил назначение новым главным тренером команды экс-наставника «Бернли» Шона Дайча.

## Список
Легенда
 Означает, что официально должность называлась «секретарь»
 Означает, что тренер временно исполнял обязанности
 Учитываются только матчи в официальных соревнованиях.
| Тренер                      | Гражданство       | Начало работы    | Завершение работы | И   | В   | Н   | П   | %      | Прим.         |
| --------------------------- | ----------------- | ---------------- | ----------------- | --- | --- | --- | --- | ------ | ------------- |
| Александер Нисбет           | Англия            | август 1886      | 12 июня 1888      | 4   | 1   | 2   | 1   | 025,00 |               |
| Уильям Барклай              | Ирландия          | 12 июня 1888     | 23 августа 1889   | 22  | 9   | 2   | 11  | 040,91 | [ 24 ] [ 25 ] |
| Дик Молинью                 | Англия            | 23 августа 1889  | 11 сентября 1901  | 388 | 196 | 64  | 128 | 050,52 | [ 26 ]        |
| Уилл Кафф                   | Англия            | 11 сентября 1901 | 3 декабря 1918    | 575 | 273 | 110 | 192 | 047,48 | [ 27 ]        |
| Уильям Джеймс Сойер         | Англия            | 3 декабря 1918   | 30 ноября 1919    | 16  | 7   | 3   | 6   | 043,75 | [ 28 ]        |
| Томас Макинтош              | Англия            | 6 декабря 1919   | 26 октября 1935   | 715 | 282 | 179 | 254 | 039,44 | [ 29 ]        |
| Тео Келли                   | Англия            | 30 октября 1935  | 10 октября 1948   | 273 | 112 | 53  | 108 | 041,03 | [ 30 ] [ 31 ] |
| Клифф Бриттон               | Англия            | 11 октября 1948  | 24 февраля 1956   | 336 | 124 | 91  | 121 | 036,90 | [ 32 ] [ 33 ] |
| Директорский подкомитет     | —                 | 24 февраля 1956  | 13 июля 1956      | 12  | 4   | 1   | 7   | 033,33 |               |
| Иан Бьюкен                  | Шотландия         | 14 июля 1956     | 25 сентября 1958  | 99  | 32  | 22  | 45  | 032,32 | [ 34 ] [ 35 ] |
| Директорский подкомитет     | —                 | 25 сентября 1958 | 20 октября 1958   | 4   | 3   | 0   | 1   | 075,00 |               |
| Джонни Кэри                 | Ирландия          | 20 октября 1958  | 15 апреля 1961    | 122 | 51  | 22  | 49  | 041,80 | [ 36 ] [ 37 ] |
| Гарри Каттерик              | Англия            | 17 апреля 1961   | 11 апреля 1973    | 592 | 275 | 156 | 161 | 046,45 | [ 38 ] [ 39 ] |
| Том Эгглстон                | Англия            | 11 апреля 1973   | 27 мая 1973       | 6   | 1   | 2   | 3   | 016,67 | [ 40 ]        |
| Билли Бингем                | Северная Ирландия | 28 мая 1973      | 10 января 1977    | 172 | 64  | 55  | 53  | 037,21 | [ 41 ]        |
| Стив Бертеншоу              | Англия            | 11 января 1977   | 29 января 1977    | 4   | 0   | 2   | 2   | 000,00 | [ 42 ]        |
| Гордон Ли                   | Англия            | 30 января 1977   | 8 мая 1981        | 234 | 92  | 72  | 70  | 039,32 | [ 43 ]        |
| Говард Кендалл              | Англия            | 8 мая 1981       | 18 июня 1987      | 338 | 183 | 78  | 77  | 054,14 | [ 44 ]        |
| Колин Харви                 | Англия            | 19 июня 1987     | 31 октября 1990   | 176 | 75  | 52  | 49  | 042,61 | [ 45 ]        |
| Джеймс Гэбриэл              | Шотландия         | 1 ноября 1990    | 4 ноября 1990     | 1   | 1   | 0   | 0   | 100,00 | [ 46 ]        |
| Говард Кендалл              | Англия            | 5 ноября 1990    | 4 декабря 1993    | 162 | 63  | 40  | 59  | 038,89 | [ 44 ]        |
| Джеймс Гэбриэл              | Шотландия         | 5 декабря 1993   | 6 января 1994     | 7   | 0   | 1   | 6   | 000,00 | [ 46 ]        |
| Майк Уокер                  | Уэльс             | 8 января 1994    | 5 ноября 1994     | 35  | 6   | 11  | 18  | 017,14 | [ 47 ]        |
| Джо Ройл                    | Англия            | 10 ноября 1994   | 27 марта 1997     | 118 | 47  | 36  | 35  | 039,83 | [ 48 ]        |
| Дейв Уотсон                 | Англия            | 28 марта 1997    | 31 мая 1997       | 7   | 1   | 3   | 3   | 014,29 | [ 49 ]        |
| Говард Кендалл              | Англия            | 27 июня 1997     | 25 июня 1998      | 42  | 11  | 13  | 18  | 026,19 | [ 44 ]        |
| Уолтер Смит                 | Шотландия         | 1 июля 1998      | 13 марта 2002     | 168 | 53  | 50  | 65  | 031,55 | [ 50 ]        |
| Дэвид Мойес                 | Шотландия         | 14 марта 2002    | 26 мая 2013       | 518 | 218 | 139 | 161 | 042,08 | [ 51 ]        |
| Роберто Мартинес            | Испания           | 5 июня 2013      | 12 мая 2016       | 143 | 61  | 39  | 43  | 042,66 | [ 52 ] [ 53 ] |
| Дэвид Ансуорт               | Англия            | 12 мая 2016      | 15 мая 2016       | 1   | 1   | 0   | 0   | 100,00 | [ 54 ]        |
| Рональд Куман               | Нидерланды        | 14 июня 2016     | 23 октября 2017   | 58  | 24  | 14  | 20  | 041,38 | [ 55 ]        |
| Дэвид Ансуорт               | Англия            | 24 октября 2017  | 29 ноября 2017    | 8   | 2   | 1   | 5   | 025,00 | [ 56 ]        |
| Сэм Эллардайс               | Англия            | 30 ноября 2017   | 16 мая 2018       | 26  | 10  | 7   | 9   | 038,46 | [ 57 ]        |
| Марку Силва                 | Португалия        | 31 мая 2018      | 5 декабря 2019    | 60  | 24  | 12  | 24  | 040,00 | [ 58 ]        |
| Данкан Фергюсон             | Шотландия         | 5 декабря 2019   | 21 декабря 2019   | 4   | 1   | 3   | 0   | 025,00 | [ 59 ]        |
| Карло Анчелотти             | Италия            | 21 декабря 2019  | 1 июня 2021       | 67  | 31  | 14  | 22  | 046,27 | [ 60 ]        |
| Рафаэль Бенитес             | Испания           | 30 июня 2021     | 16 января 2022    | 22  | 7   | 5   | 10  | 031,82 | [ 61 ]        |
| Данкан Фергюсон             | Шотландия         | 18 января 2022   | 31 января 2022    | 1   | 0   | 0   | 1   | 000,00 | [ 59 ]        |
| Фрэнк Лэмпард               | Англия            | 31 января 2022   | 23 января 2023    | 44  | 12  | 8   | 24  | 027,27 | [ 62 ]        |
| Шон Дайч                    | Англия            | 30 января 2023   | 9 января 2025     | 84  | 26  | 26  | 32  | 030,95 | [ 63 ]        |
| Лейтон Бейнс Шеймус Коулман | Англия Ирландия   | 9 января 2025    | 11 января 2025    | 1   | 1   | 0   | 0   | 100,00 |               |
| Дэвид Мойес                 | Шотландия         | 11 января 2025   |                   | 20  | 8   | 7   | 5   | 040,00 | [ 64 ]        |

## Статистика
| Тренер         | Трофеи |
| -------------- | --- |
| Дик Молинью    | Первый дивизион 1890/91 |
| Уилл Кафф      | Кубок Англии 1905/06 Первый дивизион 1914/15 |
| Томас Макинтош | Первый дивизион 1927/28 Суперкубок Англии 1928 Второй дивизион 1930/31 Первый дивизион 1931/32 Суперкубок Англии 1932 Кубок Англии 1932/33                     |
| Тео Келли      | Первый дивизион 1938/39 |
| Гарри Каттерик | Первый дивизион 1962/63 Суперкубок Англии 1963 Кубок Англии 1965/66 Первый дивизион 1969/70 Суперкубок Англии 1970                                             |
| Говард Кендалл | Кубок Англии 1983/84 Суперкубок Англии 1984 Первый дивизион 1984/85 Кубок Кубков 1984/85 Суперкубок Англии 1985 Суперкубок Англии 1986 Первый дивизион 1986/87 |
| Колин Харви    | Суперкубок Англии 1987 |
| Джо Ройл       | Кубок Англии 1994/95 Суперкубок Англии 1995 |

| Место | Тренер         | Трофеи |
| ----- | -------------- | ------ |
| 1     | Говард Кендалл | 7      |
| 2     | Томас Макинтош | 6      |
| 3     | Гарри Каттерик | 5      |
| 4     | Уилл Кафф      | 2      |
| 4     | Джо Ройл       | 2      |
| 6     | Дик Молинью    | 1      |
| 6     | Колин Харви    | 1      |
| 6     | Тео Келли      | 1      |

| Место | Страна            | Тренеры |
| ----- | ----------------- | ------- |
| 1     | Англия            | 20      |
| 2     | Шотландия         | 5       |
| 3     | Ирландия          | 3       |
| 4     | Испания           | 2       |
| 5     | Италия            | 1       |
| 5     | Нидерланды        | 1       |
| 5     | Португалия        | 1       |
| 5     | Северная Ирландия | 1       |
| 5     | Уэльс             | 1       |

## Комментарии
1. ↑  Процент побед округляется до сотых (два знака после запятой).